# Denis Ivanovič Fonvizin

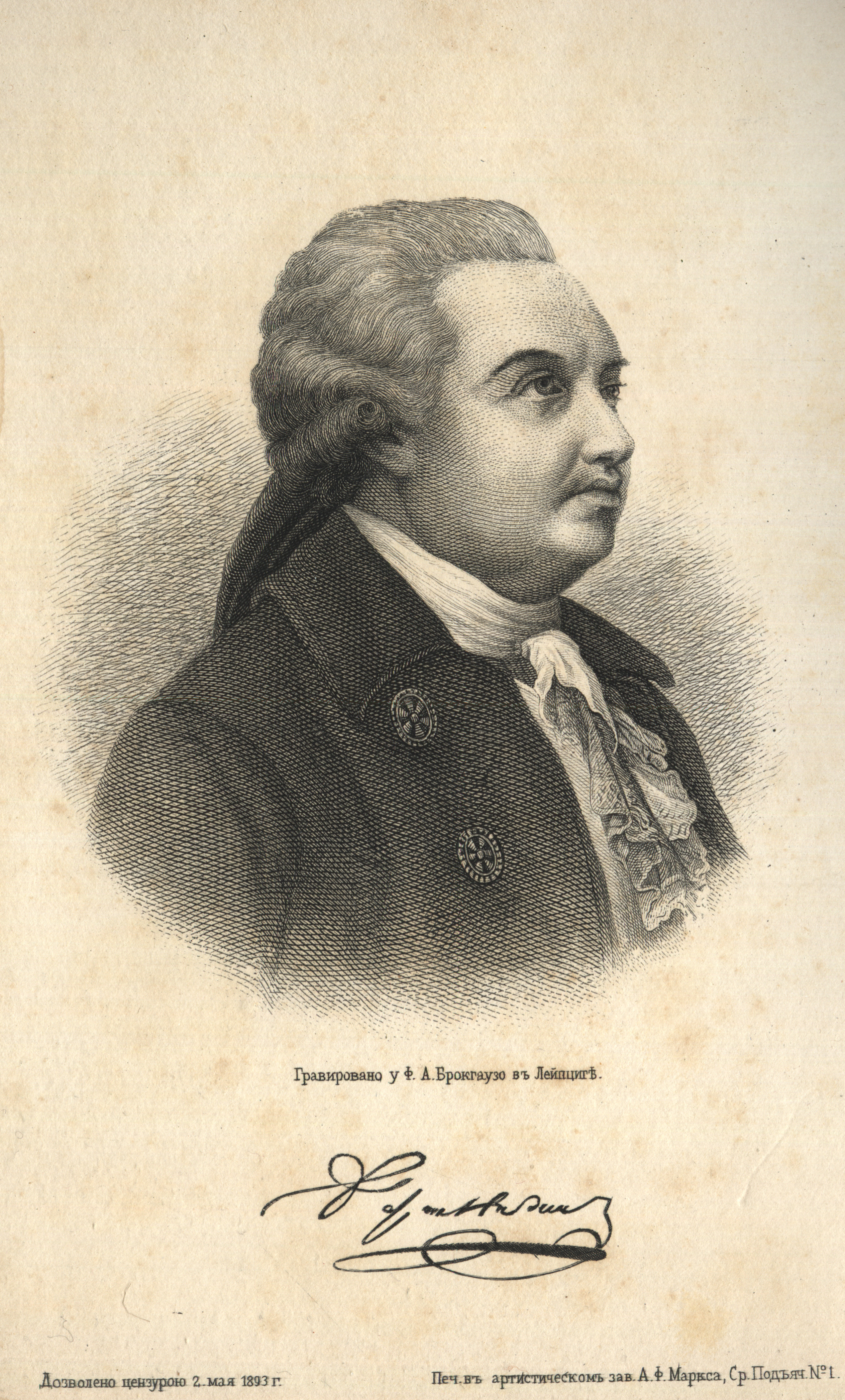
Denis Ivanovič Fonvizin

Denis Ivanovič Fonvizin (vl. Denis von Wiesen, rusky Денис Иванович Фонвизин, 14. dubna 1745 v Moskvě - 12. prosince 1792 v Petrohradu) byl nejvýznamnější ruský dramatik 18. století.

## Život
Pocházel z dávno poruštěné livonské šlechtické rodiny von Wiesenů, která přesídlila do Moskvy již za vlády cara Ivana Hrozného. Patřil mezi první žáky nově založené moskevské univerzity, kde se zabýval lingvistikou. Již tehdy projevoval neobyčejnou zálibu v divadle a byl proslulý svými epigramy. Roku 1762 vstoupil do státní služby a stal se ministerským tajemníkem. Roku 1769 dokončil svou první komedii Brigadýr, která položila základ jeho literární slávě a zjednala mu přístup ke dvoru carevny Kateřiny II. a do salonů nejvyšších ruských hodnostářů. Vrcholem jeho tvorby se pak stala komedie Výrostek z roku 1782, díky které je Fonvizin právem považován za zakladatele moderního ruského dramatu.

## Dílo
Je jediným ruským dramatikem 18. století, jehož divadelní hry, se stále hrají. Ve svých satirických komediích nelítostně odsoudil nevolnictví, primitivnost venkovské šlechty, panskou zvůli i cynismus a nepoctivost úředníků, ale také zesměšňoval frankomanii, tj. nekritický obdiv ke všemu francouzskému. Reformy Kateřiny II. však jako příslušník umírněné a vzdělané aristokracie hodnotil kladně. Jeho dílo sice vychází převážně z klasicismu a osvícenství, ale především jeho nedokončená autobiografie napsaná pod vlivem Jeana-Jacquese Rousseaua již nese znaky nastupujícího preromantismu. Kromě divadelních her tvořil také básně a překládal z němčiny a francouzštiny

### Nejdůležitější tvorba
- Epigramy (1761, Эпиграмма), básně
- Korion, (1764, Корион), komedie
- Brigadýr (1769 Бригадир), komedie
- Výrostek (1782, Недоросль), komedie
- Všeobecná dvorská gramatika (1783, Всеобщая придворная грамматика), satira
- Několik otázek (1783, Несколько вопросов, могущих возбудить в умных и честных людях особливое внимание), časopisecky publikovaná řada otázek na společenské problémy Ruska adresované Kateřině II., včetně carevniných odpovědí
- Upřímné vyznání (1789, Чистосердечное признание в делах моих и помышлениях), nedokončená autobiografie ve formě zpovědi podle vzoru Jeana-Jacquese Rousseaua vydaná až roku 1830
- Volba guvernanta (mezi 1790 až 1792, Выбор гувернера), komedie

## Česká vydání
- Světem, Jan Váňa, Praha 1909, sestavil a přeložil Jan Váňa, svazek obsahuje mimo jiné také Fonvizinovy dopisy z cest po Francii
- Mazánek, Švejda, Praha 1923, přeložil Vincenc Červinka, jde o komedii Výrostek
- Maminčin mazánek, ČLDJ, Praha 1955, přeložil Antonín Kurš, jde o komedii Výrostek
- Pan generál aneb Zmařená svatba, DILIA, Praha 1959, přeložil Ivan Růžička, jde o komedii Brigadýr
- Komedie, SNKLHU, Praha 1960, přeložili Milada Požarová a Ivan Růžička, svazek obsahuje komedie Výrostek a Brigadýr